# Sarah Turine
Sarah Turine (Ukkel, 13 oktober 1973) is een voormalig Belgische politica voor de groene partij Ecolo.

## Levensloop
Turine doorliep in het middelbaar onderwijs de richting Grieks-wiskunde aan het Institut Saint-Louis in Namen en vatte daarna hogere studies aan de UCL aan. Daar behaalde zij in 1995 een licentie in de kunstgeschiedenis en in 1997 een licentie in de islamologie. Van 1997 tot 1999 werkte ze als projectverantwoordelijke voor het opzetten van een museum over de Palestijnse tradities voor het Franse consulaat-generaal in Jeruzalem en in dezelfde periode was zij lerares Frans in het Franse cultureel centrum in de Palestijnse stad Nablus. Vervolgens was zij van 1999 tot 2000 vormingsmedewerker voor sociale opbouwwerkers voor de ngo Enda Tiers Monde in het Vietnamese Saigon, een baan die ze combineerde met die van muzieklerares in het Franse lyceum in Saigon. Terug in België werkte Turine van 2001 tot 2007 voor Oxfam Solidarité, als opbouwwerker in educatie voor duurzame ontwikkeling.
In 2003 sloot Sarah Turine zich aan bij de partij Ecolo. Na de lokale verkiezingen van oktober 2006 werd zij voor deze partij gemeenteraadslid in Sint-Jans-Molenbeek, wat ze bleef tot in 2019. In april 2007 werd zij politiek opbouwwerker voor de regionale Brusselse afdeling van Ecolo. Ze oefende deze functie uit tot in juni 2009, toen ze werd verkozen in het Brussels Hoofdstedelijk Parlement. Door haar partij werd Turine tevens afgevaardigd naar het Parlement van de Franse Gemeenschap. Ze zetelde in beide parlementen tot in december 2009 en nam in lijn met de partijregels ontslag uit deze mandaten toen ze in november 2009 met Jean-Michel Javaux het co-voorzitterschap opnam bij Ecolo, in opvolging van Isabelle Durant. In maart 2012 werden Javaux en Turine als partijvoorzitters opgevolgd door Olivier Deleuze en Emily Hoyos.
Van december 2012 tot december 2018 was Turine in Molenbeek schepen voor Jeugd, Sociale Cohesie en Interculturele Dialoog. In 2017 publiceerde ze een boek over haar politieke carrière en visie: Molenbeek, Miroir du Monde. Au coeur d'une action politique (Editions Luc Pire). In maart 2019 verliet ze de politiek; ze kocht een boerderij in Belœil, die in maart 2020 het hoofdkwartier werd van de vzw L'Oasis du Vert Marais, die permacultuur promoot en personen ontvangt die willen herconnecteren met hun omgeving door op het land te werken. Tevens was zij tot in april 2025 directrice van het Fedasilcentrum van Moeskroen. In januari 2025 richtte ze tevens Le Tisserin op, een café voor creatieve activiteiten in Aat.
Ze was ook violiste in de band La Vierge du chancelier Rolin (fr).
- Library of Congress Control Number: n2018023812
- Système universitaire de documentation: 233597824
- Virtual International Authority File: 25152501064010680037
- WorldCat: E39PBJqfKf9wrFxkRwfTk8gdwC